# Clairol Crown 1980
Il Clairol Crown 1980 è stato un torneo di tennis giocato sul cemento. È stata la 2ª edizione del torneo, che fa parte dei Tornei di tennis femminili indipendenti nel 1980. Si è giocato a Carlsbad negli USA dal 29 al 30 marzo 1980.

## Campionesse

### Singolare
Tracy Austin ha battuto in finale  Martina Navrátilová con il punteggio di 7–5, 6–2

### Doppio
- Doppio non disputato